# Пожариский, Иосиф Фомич
Иосиф Фомич Пожариский (1875, Харьков — 1919) — русский патологоанатом. Доктор медицины (1904), профессор (1910).

## Биография
Родился 8 октября 1875 года в Харькове, где с золотой медалью окончил гимназию в 1896 году и в 1901 году — с отличием медицинский факультет Харьковского университета. Мать: Пожариская Софья Викторовна, русская, православная. Отец: Пожариский Фома Иосифович, происходил из дворян Могилевской губернии. Женат. Супруга: Пожариская (Ржевская) Александра Петровна. Дети: Фома, Петр. С 1900 года специально занимался на кафедре патологической анатомии у В. П. Крылова; затем готовил диссертацию под руководством Н. Ф. Мельникова-Разведенкова. 
В 1904 году в Военно-медицинской академии защитил докторскую диссертацию «О гетеропластическом образовании костной ткани», которая была одной из первых работ в этой области. В 1905—1906 годах совершенствовал образование за границей, у Ф. Маршана, Г. Киари и других.
В 1906 году стал работать помощником прозектора на кафедре патологической анатомии Новороссийского университета; с 1907 года — доцент.
В 1910 году был избран профессором Варшавского университета, был заведующим кафедрой патологической анатомии. В июле 1915 года профессорско-преподавательский состав, студенты и канцелярия Варшавского университета были эвакуированы в Ростове-на-Дону, где был организован медицинский факультет, деканом которого до 1918 года был Пожариский. В это время он также был председателем Медицинского общества при университете и председателем студенческого медицинского общества.
За годы работы И. Ф. Пожариский издал более 40 научных работ, включая 3 монографии и руководство «Основы патологической анатомии» в 3 томах; 1 и 2 части руководства переиздавались в 1914, 1918 и 1923 годах. 
Область научных интересов: изучение инфекционных заболеваний (чума, сыпной тиф, грипп), экспериментальное изучение на модели перерезки глазного и периферических нервов регенерации нервов, процессы регенерации и гипертрофии и др. Одним из первых, занимался изучением поражений удушающими газами.
Свободно говорил по-польски и по-немецки, знал много польских поговорок и стихов.
Скончался 25 марта 1919 года в Ростове-на-Дону от сыпного тифа в возрасте 43 лет. Похоронен на городском кладбище, которое после войны было ликвидировано, а на его месте городские власти устроили парк.
С 1921 года кафедрой патологической анатомии руководил его ученик, Шалва Иосифович Криницкий. Пожариский создал в России целую школу патологоанатомов; его учениками были Ш. И. Криницкий, А. В. Парабучев, О. С. Режабек, положившие начало медицинскому институту в Ростове-на-Дону.